# Palazzetto dello sport (San Giovanni in Fiore)
Il Palasport è il palazzetto sportivo di San Giovanni in Fiore, attrezzato per varie discipline.
Nel palazzetto si tengono anche concerti e manifestazioni.

## Storia
Inaugurato il 31 marzo 2010, il Palazzetto dello Sport sorge nel quartiere Pirainella, posto a 1120 metri s.l.m. a nord del centro abitato, all'interno del grande parco comunale. L'edificio è stato realizzato in parte abbattendo e ricostruendo ex novo, ed in parte utilizzando la struttura in stato di abbandono, di quel che doveva essere la piscina comunale della cittadina, abbandono che fu argomento di un servizio di Moreno Morello su Striscia la notizia, i cui lavori, iniziati nella seconda metà degli anni ottanta, rimasero incompiuti.

## Caratteristiche
Il Palazzetto dello sport, di forma ovale, ha una struttura con tetto in legno lamellare, una capienza di 500 spettatori seduti su due tribune, mentre in caso di manifestazioni e/o eventi, la struttura può ospitare fino a 1.000 spettatori, grazie alla possibilità di posti a sedere da aggiungere sul tappeto di gioco. Può dunque ospitare concerti e convegni specie durante i periodi più freddi dell'anno, essendo dotata di un impianto di riscaldamento combinato metano/termico a pannelli solari. Il tappeto di gioco è in gomma sintetica.

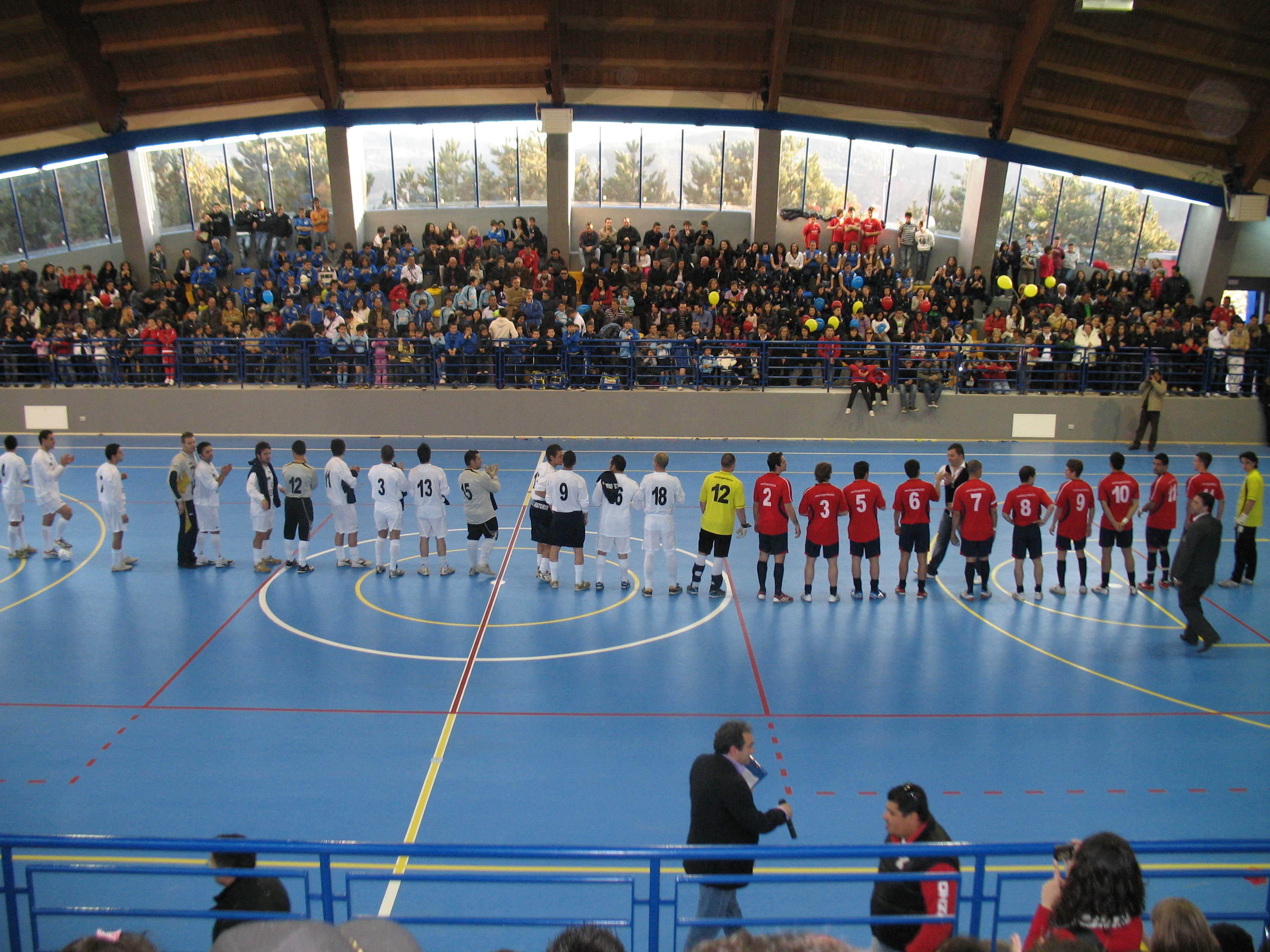
Interno del Palasport durante un incontro di Calcio a 5
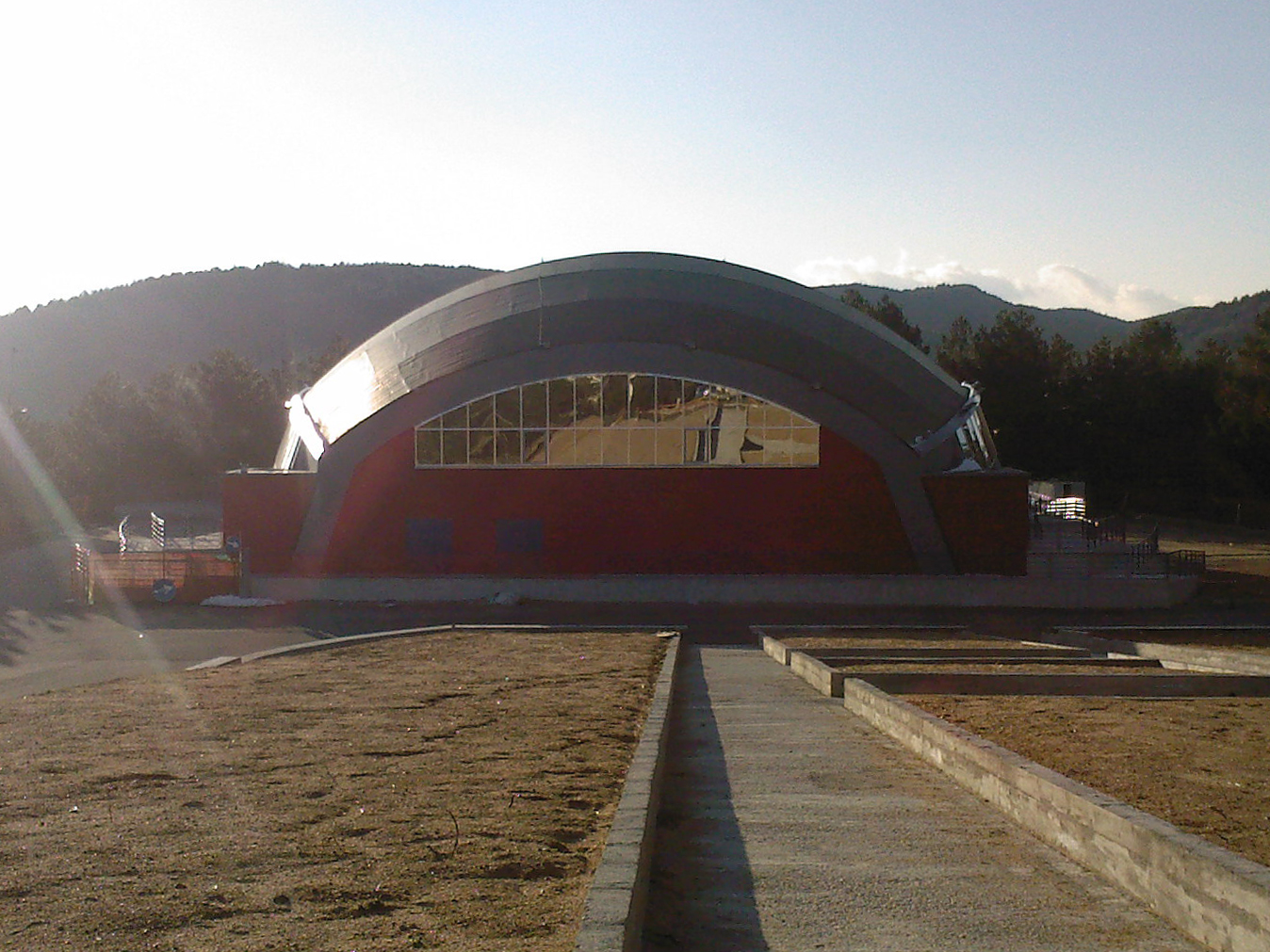
Esterno del Palasport, noto anche come "PalaFiore"